# کوئین و اسلیم
کوئین و اسلیم (انگلیسی: Queen & Slim) یک فیلم در ژانر عاشقانه جاده‌ای جنایی به کارگردانی ملینا متسوکس (در اولین کار کارگردانی او) است که در سال ۲۰۱۹ منتشر شد. از بازیگران آن می‌توان به دنیل کالویا، بوکیم وودبین، و کلویی سونی اشاره کرد.